# This Is Where I Came In
This Is Where I Came In dvadeseti je studijski album australskog rock sastava The Bee Gees, koji izlazi u travnju 2001.g. Ovo je posljednji Bee Geesov originalni album s novim skladba, objavljen prije smrti Mauricea Gibba 2003. godine. To je ujedno i jedini album s novim skladbama koji sastav objavljuje za izdavačku kuću Universal Music. Singl "This Is Where I Came In", najavio je odraz od Bee Geesove glazbene karijere i dolazi na #18 britanske Top ljestvice, 2001. godine.

## Struktura materijala
Svaki od trojice braće dobio je priliku pjevati na albumu, pa tako Barry Gibb izvodi prvi vokal u skladbi "Loose Talk Costs Lives", Robin Gibb u skladbi "Embrace" i Maurice Gibb pjeva u skladbi "Man in the Middle".
Album se sastoji od raznih glazbenih stilova i žanrova. "This Is Where I Came In" slijedi rock/indie temu, koja je bila uobičajena na Bee Geesovim skladbama iz '60-ih. "She Keeps on Coming" i "Voice in the Wilderness" imaju snažne rock teme, dok skladbe "Sacred Trust", "Just in Case" i "Wedding Day", nastavljaju Bee Geesov trend s ljubavnim skladbama. Dvije Robinove skladbe "Embrace" i "Promise The Earth" su europske dance pjesme, dok je "Technicolor Dreams" iznimka u pravilima i podsjeća na tipičnu glazbu 1930-ih godina.

## Popis pjesama
1. "This Is Where I Came In" – 4:56 (Barry Gibb/Robin Gibb/Maurice Gibb)
2. "She Keeps On Coming" – 3:57 (B. Gibb/R. Gibb/M. Gibb)
3. "Sacred Trust" – 4:53 (B. Gibb)
4. "Wedding Day" – 4:43 (B. Gibb/R. Gibb/M. Gibb)
5. "Man In The Middle" – 4:21 (M. Gibb)
6. "Deja Vu" – 4:19 (R. Gibb)
7. "Technicolor Dreams" – 3:04 (B. Gibb)
8. "Walking On Air" – 4:05 (M. Gibb/B. Gibb)
9. "Loose Talk Costs Lives" – 4:19 (B. Gibb)
10. "Embrace" – 4:43 (R. Gibb)
11. "The Extra Mile" – 4:21 (B. Gibb/R. Gibb/M. Gibb)
12. "Voice in the Wilderness" – 4:38 (B Gibb/R. Gibb/M. Gibb)
13. "Just In Case"* – 4:23 (R Gibb/B. Gibb/M. Gibb)
14. "Promise The Earth"* – 4:29 (R. Gibb)

## Produkcija
- Producent - 
Barry Gibb  (skladbe: 1 i 4, 7, 9, 11 i 13)
Maurice Gibb  (skladbe: 1 i 5, 8, 11, 13)
Peter John Vettese  (skladbe: 6, 10, 14)
Robin Gibb  (skladbe: 1 i 4, 6, 10, 11, 13, 14)
- Projekcija - 
John Merchant  (skladbe: 1 i 5, 7 to 9, 11 i 13)
Mark "Tuffty" Evans (skladbe: 6, 10, 14)
- Asistent projekcije - 
Ashley Gibb  (skladbe: 1 i 4, 7, 9, 11 i 13)
Geraldine Dubernet  (skladbe: 5, 7, 8)
- Mastering - Bob Ludwig
- Asistent masteringa - John Merchant

## Vanjske poveznice
- discogs.com - Bee Gees - This Is Where I Came In